# 2 Armia (ZSRR)
2 Armia odznaczona Orderem Czerwonego Sztandaru (ros. 2-я Краснознаменная армия) – związek operacyjny Armii Czerwonej podczas II wojny światowej, który służył na Dalekim Wschodzie w składzie radzieckiego Frontu Dalekowschodniego.
2 Armia została sformowana na Dalekim Wschodzie rozkazem Ludowego Komisariatu Obrony nr 0107 z 28 czerwca 1938 na bazie 18 Korpusu Strzeleckiego. 4 września 1940 rozkazem Ludowego Komisariatu Obrony nr 0040 została przeformowana w 2 Samodzielną Armię. Rozkazem Ludowego Komisariatu Obrony nr 0029 z 21 czerwca 1940 na bazie tej armii utworzono 2 Armię odznaczoną orderem Czerwonego Sztandaru. W lipcu 1940 roku 2 Armia po raz kolejny została przeniesiona na Daleki Wschód. Do końca wojny w 1945 roku 2 Armia osłaniała część wschodniej granicy Związku Radzieckiego.
W sierpniu 1945 roku Związek Radziecki wypowiedział wojnę Japonii i tym samym radziecki Front Dalekowschodni, dowodzony przez marszałka Związku Radzieckiego Aleksandra Wasilewskiego, zaatakował okupowaną przez Japończyków Mandżurię. 2 Armia wzięła udział w zwycięskiej ofensywie razem z innymi armiami, w tym z 1 Armią. Natarcie 2 Armii zostało skierowane na wschodnie tereny Mandżukuo. 
W dniu 1 października 1945 roku 2 Armia została przekształcona w Transbajkalsko-Amurski Okręg Wojskowy.

## Skład 22 czerwca 1941
- Kwatera główna[2]
- 3 Dywizja Strzelecka
- 12 Amurska Dywizja Strzelecka
- 59 Dywizja Pancerna
- 69 Dywizja Zmechanizowana
- 101 Rejon Umocniony
- 42 pułk artylerii
- 114 pułk artylerii haubic
- 550 pułk artylerii haubic ciężkich
- 2 pułk pontonowy
- 36 ciężki pułk pontonowy
- 2 batalion pociągów pancernych
- 5 batalion pociągów pancernych

## Oficerowie dowództwa
Dowódcy Armii
- gen. por. (od 1940) Wsiewołod Siergiejew (22 czerwca 1940, rozkaz LKO nr 0073 - 11 marca 1941, rozkaz LKO nr 0633)
- gen. por. wojsk pancernych (od 1940) Makar Tieriochin (11 marca 1941, rozkaz LKO 0633 - ?).

Członkowie Rady Wojskowej Armii
- komisarz dywizyjny (od 1939) Nikołaj Szabalin (7 czerwca 1940, rozkaz LKO 02468 - ?);

Szefowie sztabu Armii
- gen. mjr (od 1940) Piotr Korytnikow (11 lipca 1940, rozkaz LKO 03097 - ?).